# Pinnixa pearsei
Pinnixa pearsei är en kräftdjursart som beskrevs av Ed F. Wass 1955. Pinnixa pearsei ingår i släktet Pinnixa och familjen Pinnotheridae. Inga underarter finns listade i Catalogue of Life.